# Rafael Garriga i Roca
Rafael Garriga i Roca   (Barcelona, 30 d'agost de 1896 - Barcelona, 6 d'octubre de 1969) fou un enginyer industrial català, desenvolupador rellevant de productes de reproducció de la fotografia. Es va especialitzar en fotoquímica i tecnologia fotogràfica i fou membre de la Junta de l'Associació d'Enginyers Industrials de Barcelona (1928-1963). Es va casar amb Carlota Kuijpers. Va publicar tractats i articles i edità “El Progreso Fotográfico”. És autor d'un Curs de Fotografia (1921), editat pel CADCI, i de Manipulacions Fotogràfiques (1922). El 1942, fou catedràtic a l'Escola d'Enginyers Industrials de Barcelona.
El 1920 va fundar una empresa fotogràfica que el 1928 es transformà en «Industria Fotoquímica Nacional S,A.» “INFONAL”, amb Higinio Negra Vivé i Photo Produits Gevaert, empresa flamenca belga fundada per Lieven Gevaert i gestionada també per Hendrik Kuijpers. El 1960, es va establir a Espanya Gevaert Espanyola i quatre anys més tard es van fusionar Agfa i Photo Produits Gevaert, per crear el grup Agfa-Gevaert. Posteriorment, el 26 de març de 1966, es va crear Agfa-Gevaert, SA.
Va ser avi patern del polític Ignacio Garriga, de Vox.